# Assérac

Localització d'Assérac

Assérac (en bretó Azereg) és un municipi francès, situat a la regió de país del Loira, al departament de Loira Atlàntic, que històricament ha format part de la Bretanya. L'any 2006 tenia 1.668 habitants. Limita amb els municipis d'Herbignac, Saint-Molf i Mesquer a Loira Atlàntic, Pénestin, Camoël i Férel a Morbihan.

## Demografia
| 1962                                       | 1968  | 1975  | 1982  | 1990  | 1999  |
| ------------------------------------------ | ----- | ----- | ----- | ----- | ----- |
| 1.123                                      | 1.151 | 1.079 | 1.128 | 1.239 | 1.360 |
| Des de 1962: població sense dobles comptes |       |       |       |       |       |

## Administració
| Període | Identitat         | Partit        |
| ------- | ----------------- | ------------- |
| 2008-   | Marcel Bourigault | Divers gauche |